# Affaire Kornilov
Pour les articles homonymes, voir Kornilov.
L'affaire Kornilov ou Kornilovchtchina (en russe : Корниловское выступление ou Корниловщина) se réfère à un affrontement confus en août/septembre 1917 entre le général Lavr Kornilov, commandant en chef de l'armée russe, et, Aleksandr Kerenski, ministre de la Guerre et, depuis peu, président du Conseil des ministres du gouvernement provisoire russe. Cet événement s'est déroulé entre la révolution de Février et la révolution d'Octobre. Kerenski a par la suite affirmé que cette affaire fut un tournant dans la révolution, par la soudaine renaissance — et, à terme, la victoire — des bolcheviks. Dans l'historiographie soviétique, les événements ont pris le nom de « révolte de Kornilov » (en russe : мятеж Корнилова).

## Contexte
Pour un article plus général, voir Révolution russe.

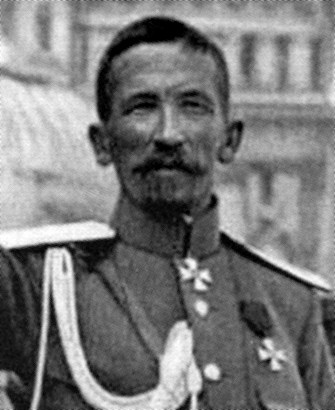
Lavr Kornilov en juillet 1917.

L'affaire se noue à l'été 1917 après l'échec de l'offensive Kerenski sur le Front Est ordonnée par le gouvernement provisoire et l'échec bolchevik lors des Journées de juillet 1917. Contesté, le généralissime Broussilov est démis de ses fonctions et remplacé le 6 juillet 1917 (19 juillet dans le calendrier grégorien) sur décret gouvernemental par le général Kornilov. Ce dernier prend ses fonctions et propose un ensemble de réformes politiques et militaires, connu sous le nom de « programme Kornilov », qui vise à sortir le pays de la crise. Parmi les mesures militaires, beaucoup concernent la discipline, comme la limitation des droits des comités de soldats promulgués par Kerenski lors de la phase de « démocratisation » de l'armée, et le rétablissement de la peine de mort pour les déserteurs et les « traîtres ». Ayant réussi à faire accepter son programme, Kornilov adresse un ultimatum au gouvernement dans lequel il exige une large autonomie pour lui-même et la mise à la retraite du général Tchérémissov nommé sans son accord commandant en chef du front sud-ouest. Le gouvernement répond par l'affirmative et Kornilov prend ses fonctions le 24 juillet. Le 20 août, les Allemands effectuent une percée dans les pays baltes et s'emparent de Riga après l'effondrement du front nord russe. À Petrograd, les journaux socialistes et les Soviets lancent une campagne hostile à Kornilov, le rendant responsable de la situation. Fin août, Kornilov apprend par l'intermédiaire de Boris Savinkov qu'une insurrection bolchevik éclatera à Petrograd à la fin du mois. Il nomme Alexandre Krymov commandant du troisième corps de cavalerie et le charge de réprimer le soulèvement et d'en finir du même coup avec les Soviets.

## Déroulement
Ignorant les tentatives de médiation de Savinkov, qui soupçonnait un malentendu, Kerenski a démis son commandant en chef de ses fonctions le 9 septembre, affirmant que Kornilov projetait de renverser le gouvernement et de mettre en place une dictature militaire. Kornilov, estimant que Kerenski avait été fait prisonnier par les bolcheviks et qu'il avait agi sous la contrainte, a répondu en publiant un appel à tous les Russes à « sauver leur terre en train de mourir ».
Incertain de l'appui des généraux de son armée, Kerenski a été contraint de demander de l'aide à d'autres quartiers, dont la Garde rouge bolchevique. Quand Alexandre Kerenski demanda au général Alexandre Krymov de mettre fin à l'avance vers Petrograd du 3e corps de cavalerie (en), comprenant la Division sauvage caucasienne, Krymov obéit après s'être rendu compte que la capitale n'était pas, dans les faits, entre les mains des bolcheviks.
La tentative de prise de pouvoir de Kornilov s'est effondrée, sans effusion de sang, lorsque ses cosaques ont abandonné la cause. Lui et près de 7 000 partisans sont arrêtés.
Avec ses partisans (au nombre desquels Anton Dénikine, Sergueï Markov et Ivan Romanovski), il est retenu à Bykhov, sous la protection de sa garde personnelle de guerriers turkmènes. Après la révolution d'Octobre les prisonniers décident de fuir en direction du Don.
Pour Richard Pipes, le complot de Konilov est invraisemblable et met en cause la duplicité de Kerenski. Il fait observer qu'une commission d'enquête innocenta Kornilov en juin 1918. D'ailleurs, Kornilov s'est rebellé qu'après avoir été accusé de trahison par le gouvernement de Kerenski et démis de ses fonctions.

## Conséquences
Bien que Kerenski ait survécu à la tentative de coup d'État, l'événement a fragilisé son gouvernement, qui instaure, malgré tout, une République russe le 14 septembre et a largement ouvert la voie aux bolcheviks. Le soulèvement de Kornilov a détruit intégralement l'œuvre de restauration de la discipline dans l'armée et a sapé la confiance de la base de l'armée dans le gouvernement provisoire. Lénine, toujours dans la clandestinité, a immédiatement saisi l'occasion de revenir sur le devant de la scène.

## Source
- (en) Cet article est partiellement ou en totalité issu de l’article de Wikipédia en anglais intitulé « Kornilov affair » (voir la liste des auteurs).